# Оливади
Олива̀ди (на италиански: Olivadi) е село и община в Южна Италия, провинция Катандзаро, регион Калабрия. Разположено е на 485 m надморска височина. Населението на общината е 553 души (към 2012 г.).